# Mogoditshane
Mogoditshane ist eine Stadt im Kweneng District in Botswana. Sie ist Teil des Großraums Gaborone. Mogoditshane ist die fünftgrößte Stadt des Landes. 

## Geographie
Im Jahr 2011 hatte Mogoditshane 58.079 Einwohner. 1981 lebten dort erst 3.125 Menschen. 
Mogoditshane liegt unmittelbar westlich der Hauptstadt Gaborone.

## Geschichte
Mogoditshane entstand infolge des schnellen Wachstums der Region um die Hauptstadt Gaborone. 

## Wirtschaft und Infrastruktur
Mogoditshane liegt an den Fernstraßen A10 Richtung Thamaga und A12 Richtung Molepolole und nahe der A1, die Lobatse und Gaborone mit Francistown verbindet. 
Der Fußballverein Mogoditshane Fighters spielt in der 2. Liga, der First Division South. Er trägt seine Heimspiele im Molepolole Stadium im rund 50 Kilometer entfernten Molepolole aus. 1999 bis 2001 und 2003 errang die Mannschaft die botswanische Meisterschaft.